# Rosebud River
Rosebud River är ett vattendrag i Kanada.   Det ligger i provinsen Alberta, i den centrala delen av landet, 2 800 km väster om huvudstaden Ottawa.
Trakten runt Rosebud River består till största delen av jordbruksmark. Trakten runt Rosebud River är nära nog obefolkad, med mindre än två invånare per kvadratkilometer.